# Vicini troppo vicini (serie televisiva)
Vicini troppo vicini (Too Close for Comfort) è una serie televisiva statunitense in 129 episodi trasmessi per la prima volta nel corso di 6 stagioni dal 1980 al 1987. La serie è modellata sulla serie britannica Care ragazze (Keep It in the Family), che debuttò nove mesi prima. Il titolo della serie fu cambiato in The Ted Knight Show quando fu riorganizzata per la sua ultima stagione.
È una sitcom incentrata sulle vicende di Henry, disegnatore di fumetti, e Muriel Rush, fotografa, proprietari di due appartamenti in un edificio a San Francisco nel secondo dei quali vivono le loro due figlie Jackie, impiegata in una banca, e Sarah, una studentessa.

## Personaggi e interpreti

### Personaggi principali
- Henry Rush (stagioni 1-6), interpretato da Ted Knight.
- Muriel Rush (stagioni 1-6), interpretata da Nancy Dussault.
- Monroe Ficus (stagioni 1-6), interpretato da Jim J. Bullock.
- Jackie Rush (stagioni 1-4), interpretata da Deborah Van Valkenburgh.
- Sara Rush (stagioni 1-4), interpretata da Lydia Cornell.

### Personaggi secondari
- Mildred Rafkin (stagioni 1-3), interpretata da Selma Diamond.
- April Rush (stagione 1), interpretata da Deena Freeman.
- Huey Rush (stagioni 1-3), interpretato da Ray Middleton.
- Iris Martin (stagioni 2-5), interpretata da Audrey Meadows.
- Andrew Rush (stagioni 2-5), interpretato da Michael Philip Cannon, William Thomas Cannon, Eric Michael Wills, Jason Robert Wills e da Joshua Goodwin.
- Herb (stagioni 2-5), interpretato da Warren Berlinger.
- Marsha (stagioni 2-5), interpretata da Beverly Sanders.
- Lisa Flores (stagioni 5-6), interpretata da Lisa Antille.
- Mrs. Hope Stinson (stagione 6), interpretata da Pat Carroll.

### Guest star
Tra le guest star: Don Bovingloh, Gary Dontzig, Wendell Wright, Bob Maroff, Patricia Ayame Thomson, Lainie Kazan, Robert Mandan, Paul Willson, Roger Rose, Sandy Freeman, Rose Michtom, William Cort, Paddi Edwards, Ralph Wilcox, Cliff Norton, Bill Beyers, Dennis Flood, Ruth Nerken, Barbara Barnett, Tyke Caravelli, Michael Horbund, Brad Maule, Richard Erdman, James Callahan, Stuart Nisbet, Alexa Kenin, Randall Carver, Beatrice Colen, Alan McRae.

## Produzione
La serie, ideata da Brian Cooke, fu prodotta da D.L. Taffner Productions, D.L. Taffner Syndication Sales, DLT Entertainment e Metromedia Productions e girata nei Golden West Studios a Los Angelese a San Francisco in California.

### Registi
Tra i registi sono accreditati:
- Russ Petranto in 57 episodi (1981-1985)
- Lee Lochhead in 15 episodi (1981-1984)
- Earl Barret in 13 episodi (1982-1987)
- Peter Baldwin in 12 episodi (1985-1986)
- Phil Ramuno in 6 episodi (1986-1987)
- Will Mackenzie in 5 episodi (1980)
- Charles S. Dubin in 4 episodi (1986)
- Howard Storm in 3 episodi (1980-1983)
- Peter Frazer-Jones in 3 episodi (1984)
- John Bowab in 2 episodi (1981)
- Nancy Heydorn in 2 episodi (1982-1984)
- Chuck Liotta in 2 episodi (1982-1983)

### Sceneggiatori
Tra gli sceneggiatori sono accreditati:
- Earl Barret in 128 episodi (1980-1987)
- Arne Sultan in 127 episodi (1980-1987)
- Neil Rosen in 21 episodi (1984-1987)
- George Tricker in 21 episodi (1984-1987)
- Bill Davenport in 13 episodi (1984-1986)
- Austin Kalish in 8 episodi (1981-1982)
- Irma Kalish in 8 episodi (1981-1982)
- George Yanok in 8 episodi (1984-1986)
- Jurgen Wolff in 6 episodi (1983-1986)
- Gary Ress in 6 episodi (1983-1985)
- Rick Sultan in 6 episodi (1983-1985)
- Ron Osborn in 4 episodi (1981-1982)
- Jeff Reno in 4 episodi (1981-1982)
- Laurie Gelman in 4 episodi (1982-1985)
- Bill Daley in 4 episodi (1983-1984)
- Larry Balmagia in 3 episodi (1982-1984)
- Douglas Arango in 3 episodi (1982-1983)
- Phil Doran in 3 episodi (1982-1983)
- Mickey Rose in 3 episodi (1984-1985)
- Harry Karamozov in 3 episodi (1986)
- Brian Cooke in 2 episodi (1980-1981)
- Rich Reinhart in 2 episodi (1980-1981)
- Mitch Markowitz in 2 episodi (1980)
- Sam Greenbaum in 2 episodi (1981-1985)
- Jerry Winnick in 2 episodi (1981-1982)
- Adele Styler in 2 episodi (1981)
- Burt Styler in 2 episodi (1981)
- George Arthur Bloom in 2 episodi (1982)
- Bruce Kalish in 2 episodi (1982)
- Rick Orloff in 2 episodi (1983-1986)

## Distribuzione
La serie fu trasmessa negli Stati Uniti dall'11 novembre 1980 al 7 febbraio 1987 sulla rete televisiva ABC (1980-1983) e poi in syndication (1984-1986). In Italia è stata trasmessa su Rete 4 con il titolo Vicini troppo vicini.
Alcune delle uscite internazionali sono state:
- in Francia il 5 febbraio 1983 (Jackie et Sara)
- in Canada (Chacun chez soi)
- in Italia (Vicini troppo vicini)

## Episodi
| Stagione         | Episodi | Prima TV USA | Prima TV Italia |
| ---------------- | ------- | ------------ | --------------- |
| Prima stagione   | 19      | 1980-1981    |                 |
| Seconda stagione | 22      | 1981-1982    |                 |
| Terza stagione   | 22      | 1982-1983    |                 |
| Quarta stagione  | 23      | 1984         |                 |
| Quinta stagione  | 21      | 1985         |                 |
| Sesta stagione   | 22      | 1986-1987    |                 |